# Jeannette Campbell
Jeannette Morven Campbell (po mężu Peper, ur. 8 marca 1916 w Saint-Jean-de-Luz, zm. 15 stycznia 2003 w Buenos Aires) – argentyńska pływaczka, srebrna medalistka na dystansie 100 m stylem dowolnym igrzysk olimpijskich w Berlinie.

## Życiorys
Urodziła się w Saint-Jean-de-Luz we Francji, gdy jej rodzice podróżowali po Europie. Jej siostra Dorothy była mistrzynią kraju na 100 metrów. Poszła w ślady siostry i w 1932 roku została rekordzistką kraju na 100 m z czasem 1:18:6.
W 1935 została rekordzistką Ameryki Południowej na 100 m z czasem 1:08,0 oraz na 400 m.
W finałowym wyścigu na 100 metrów zajęła drugie miejsce za Hendriką Mastenbroek z czasem 1:06,4.
Podczas ceremonii otwarcia letnich igrzysk olimpijskich w Tokio była chorążym reprezentacji Argentyny.
Jej mąż Roberto Peper był pływakiem, olimpijczykiem z 1932, a ich córka Susana Peper startowała w pływaniu na igrzyskach olimpijskich w 1964.